# Zeledons winterkoning
Zeledons winterkoning (Cantorchilus zeledoni) is een zangvogel uit de familie Troglodytidae (winterkoningen).

## Verspreiding en leefgebied
Deze soort komt voor in oostelijk Nicaragua, oostelijk Costa Rica en noordwestelijk Panama.